# Liste der Baudenkmale in Wolfsburg-Fallersleben-Sülfeld
In der Liste der Baudenkmale in Wolfsburg-Fallersleben-Sülfeld sind alle Baudenkmale der niedersächsischen Ortschaft Wolfsburg-Fallersleben-Sülfeld aufgelistet. Die Quelle der Baudenkmale ist der Denkmalatlas Niedersachsen. Der Stand der Liste ist der 26. März 2021.

## Allgemein
In den Spalten befinden sich folgende Informationen:
- Lage: die Adresse des Baudenkmales und die geographischen Koordinaten. Kartenansicht, um Koordinaten zu setzen. In der Kartenansicht sind Baudenkmale ohne Koordinaten mit einem roten Marker dargestellt und können in der Karte gesetzt werden. Baudenkmale ohne Bild sind mit einem blauen Marker gekennzeichnet, Baudenkmale mit Bild mit einem grünen Marker.
- Bezeichnung: Bezeichnung des Baudenkmales
- Beschreibung: die Beschreibung des Baudenkmales. Unter § 3 Abs. 2 NDSchG werden Einzeldenkmale und unter § 3 Abs. 3 NDSchG Gruppen baulicher Anlagen und deren Bestandteile ausgewiesen.
- ID: die Objekt-ID des Baudenkmales
- Bild: ein Bild des Baudenkmales, ggf. zusätzlich mit einem Link zu weiteren Fotos des Baudenkmals im Medienarchiv Wikimedia Commons. Wenn man auf das Kamerasymbol klickt, können Fotos zu Baudenkmalen aus dieser Liste hochgeladen werden:

## Fallersleben

### Gruppe baulicher Anlagen
| Lage                                                 | Bezeichnung                         | Beschreibung | ID       | Bild |
| ---------------------------------------------------- | ----------------------------------- | --- | -------- | ---- |
| 52° 25′ 2″ N, 10° 43′ 4″ O                           | Ortskern Schlossbezirk              | Bestehend aus Schlossanlage, Pfarrkirche, Schulen, Pfarrhaus, Park mit Teich, Denkmalen und Umfassungsmauer.                                | 34200468 | BW   |
| 52° 24′ 58″ N, 10° 42′ 53″ O                         | Ehemaliges Amtsgericht              | Das Gerichtsgebäude wurde 1935/36 als Amtsgericht Fallersleben erbaut und wird heute als Außenstelle der Stadtverwaltung Wolfsburg genutzt. | 34201878 |      |
| Bahnhofstraße 27, 28, 29 52° 25′ 13″ N, 10° 43′ 0″ O | Baugruppe                           | Gruppe dreier kleiner zweigeschossiger Fachwerkbauten aus dem Beginn des 19. Jahrhunderts                                                   | 34200420 | BW   |
| Kampstraße 14-17 52° 25′ 11″ N, 10° 43′ 10″ O        | Baugruppe                           | Fachwerkbaugruppe aus dem Anfang des 19. Jahrhunderts                                                                                       | 34200388 | BW   |
| Marktstraße 52° 25′ 7″ N, 10° 43′ 8″ O               | Baugruppe                           | Zeile zweigeschossiger Fachwerk-Wohnhäuser überwiegend aus der Zeit um 1800.                                                                | 34200404 | BW   |
| Sandkämper Straße 9 52° 25′ 11″ N, 10° 43′ 16″ O     | Hofanlage                           | Fachwerkbaugruppe mit Wohn-/Wirtschaftsgebäude der Zeit um 1800.                                                                            | 34200342 | BW   |
| Sandkämper Straße 13 52° 25′ 9″ N, 10° 43′ 15″ O     | Hofanlage                           | Kleine Hofanlage mit Wohn- und Wirtschaftsgebäuden der 2. Hälfte des 19. Jahrhunderts                                                       | 34200357 | BW   |
| Westerstraße 16-18 52° 25′ 3″ N, 10° 42′ 45″ O       | Baugruppe                           | Gruppe zweigeschossiger Fachwerkwohnhäuser des ausgehenden 18. Jahrhunderts                                                                 | 34200452 | BW   |
| Westerstraße 23 52° 25′ 5″ N, 10° 42′ 43″ O          | Wohnhaus mit parkartigem Grundstück | Fachwerkwohnhaus des 18. Jahrhunderts auf parkartigem Grundstück des ehemaligen Friedhofsgeländes.                                          | 34200436 | BW   |
| Westerstraße 25, 26 52° 25′ 6″ N, 10° 42′ 47″ O      | Baugruppe                           | Gruppe zweier Fachwerkwohnhäuser des 18. Jahrhunderts                                                                                       | 34201945 | BW   |

### Einzeldenkmale
| Lage                                                    | Bezeichnung                      | Beschreibung | ID       | Bild           |
| ------------------------------------------------------- | -------------------------------- | --- | -------- | -------------- |
| Am Alten Brauhaus 7 52° 25′ 1″ N, 10° 43′ 0″ O          | Wohnhaus                         | Nebengebäude des Schlosses. Kleiner eingeschossiger Fachwerkbau, eine Traufseite Tuffstein, erbaut um 1890. Nutzung durch den Heimat- und Verkehrsverein Fallersleben e.V.            | 34255431 |                |
| Am Alten Brauhaus 7 52° 25′ 0″ N, 10° 43′ 0″ O          | Wohnhaus                         | Vermutlich ehemaliges Verwalterhaus, klassizistischer eingeschossiger verputzter Massivbau mit breitem Mittelrisalit zur südlichen Traufseite, erbaut um 1820.                        | 34255484 |                |
| Am Alten Brauhaus 9 52° 25′ 0″ N, 10° 43′ 2″ O          | Brauhaus                         | Altes Brauhaus zu Fallersleben, erbaut 1765. | 34254022 | Weitere Bilder |
| Bahnhofstraße 23 52° 25′ 10″ N, 10° 43′ 0″ O            | Wohnhaus                         | Der frühere Garley-Krug wurde als Wohnhaus vermutlich in der 2. Hälfte 17. Jahrhunderts erbaut, anderen Quellen nach 1603. Es gehört zu den ältesten Fachwerkhäusern in Fallersleben. | 34253648 |                |
| Bahnhofstraße 25 52° 25′ 12″ N, 10° 42′ 58″ O           | Wohn-/Wirtschaftsgebäude         | Teil einer Hofanlage in einer für den städtischen Bereich untypischen Bauweise. Erbaut 1. Hälfte 19. Jahrhundert                                                                      | 34253674 | BW             |
| Bahnhofstraße 27 52° 25′ 13″ N, 10° 43′ 0″ O            | Wohnhaus                         | Zweigeschossiger Fachwerkbau, Erdgeschoss zum Laden umgebaut, erbaut Anfang 19. Jahrhundert                                                                                           | 34253698 | BW             |
| Bahnhofstraße 28 52° 25′ 13″ N, 10° 43′ 0″ O            | Wohnhaus                         | Zweigeschossiger Fachwerkbau, erbaut Anfang 19. Jahrhundert | 34253723 | BW             |
| Bahnhofstraße 29 52° 25′ 13″ N, 10° 43′ 0″ O            | Wohnhaus                         | Zweigeschossiger Fachwerkbau, Erdgeschoss als Gaststätte umgenutzt, erbaut Anfang 19. Jahrhundert, neuer Anbau.                                                                       | 34253750 | BW             |
| Denkmalplatz 52° 25′ 6″ N, 10° 42′ 58″ O                | Kriegerdenkmal                   | Sandsteinmonument mit kupferner Siegesgöttin, zur Erinnerung an den Krieg 1870/71, mit Baumbestand.                                                                                   | 34253775 |                |
| Denkmalplatz 4 52° 25′ 5″ N, 10° 42′ 58″ O              | Wohnhaus                         | Zweigeschossiger Massivbau, erbaut um 1905. | 34253798 | BW             |
| Denkmalplatz 5 52° 25′ 5″ N, 10° 42′ 58″ O              | Wohnhaus                         | Zweigeschossiger Fachwerkbau, erbaut Anfang 19. Jahrhundert | 34253822 | BW             |
| Erich-Netzeband-Straße 52° 24′ 56″ N, 10° 43′ 16″ O     | Kapelle                          | Kleiner Ziegelbau in schlichten gotisierenden Formen, mit Lindenallee und Kriegsgräbern, Kapelle erbaut um 1890.                                                                      | 34253846 | BW             |
| Gifhorner Straße 52° 25′ 8″ N, 10° 42′ 35″ O            | Badehaus                         | Badehaus des Schwefelbades, 1925 eröffnet. | 34253871 |                |
| Gifhorner Straße 3 52° 25′ 4″ N, 10° 42′ 40″ O          | Wohnhaus                         | anderthalbgeschossiger roter Ziegelbau, erbaut Anfang 20. Jahrhundert, mit schmiedeeisernem Gartenzaun.                                                                               | 34253896 | BW             |
| Gifhorner Straße 28 52° 25′ 5″ N, 10° 42′ 37″ O         | Villa                            | Zweigeschossiger Massivbau, erbaut Anfang 20. Jahrhundert | 34253921 |                |
| Gröpertor 1 52° 25′ 5″ N, 10° 43′ 10″ O                 | Wohnhaus                         | Zweigeschossiger Fachwerkbau, erbaut Anfang 19. Jahrhundert | 34253945 | BW             |
| Herzogin-Clara-Straße 33 b 52° 24′ 31″ N, 10° 43′ 5″ O  | Wasserturm                       | Erbaut um 1928. | 34253971 | BW             |
| Hinterm Hagen 12, 12a, 12 b 52° 25′ 0″ N, 10° 43′ 13″ O | Wohnhaus                         | Massivbau, erbaut um 1920. | 34253996 | BW             |
| Hofekamp 5 52° 24′ 58″ N, 10° 42′ 58″ O                 | Wirtschaftsgebäude               | Zweigeschossiger Bau, wohl ehemals Stall, heute Nutzung durch die Freiwillige Feuerwehr Fallersleben, erbaut um 1820.                                                                 | 34254078 |                |
| Hofekamp 6 52° 24′ 59″ N, 10° 43′ 0″ O                  | Wohn-/Wirtschaftsgebäude         | | 34254052 | BW             |
| Hofekamp 10 52° 24′ 58″ N, 10° 42′ 53″ O                | Gerichtsgebäude                  | Zweigeschossiger Massivbau, 1935/36 als Amtsgericht Fallersleben erbaut und heute als Außenstelle der Stadtverwaltung Wolfsburg genutzt.                                              | 34254128 |                |
| Hofekamp 10 52° 24′ 57″ N, 10° 42′ 53″ O                | Stall                            | Eingeschossiger Putzbau, um 1937. | 34254158 | BW             |
| Hoffmannstraße 4 52° 25′ 2″ N, 10° 42′ 56″ O            | Wohnhaus                         | Zweigeschossiger Fachwerkbau, erbaut um 1880. | 34254191 | BW             |
| Hoffmannstraße 7 52° 25′ 0″ N, 10° 42′ 52″ O            | Wirtschaftsgebäude               | In der Zeit des Nationalsozialismus vom Reichsarbeitsdienst genutzt, heute Sozialstation des Deutschen Roten Kreuzes.                                                                 | 34254216 |                |
| Hoffmannstraße 8 52° 25′ 0″ N, 10° 42′ 54″ O            | Amtsfischerhaus                  | Eingeschossiger Ziegelbau, ehemaliges Wohnhaus des Amtsfischermeisters, erbaut Mitte 19. Jahrhundert                                                                                  | 34254244 |                |
| Hoffmannstraße 9 52° 25′ 0″ N, 10° 42′ 54″ O            | Schafmeister-Wohnhaus            | Eingeschossiger Massivbau, erbaut Mitte 19. bis Ende 19. Jahrhundert, teilweise aufgestockt in Fachwerk.                                                                              | 34254271 |                |
| Hoffmannstraße 10 52° 25′ 1″ N, 10° 42′ 53″ O           | Wirtschaftsgebäude               | Rechts im Bild. | 34254297 |                |
| Kampstraße 7 52° 25′ 12″ N, 10° 43′ 11″ O               | Wohnhaus                         | Zweigeschossiger Fachwerkbau, erbaut Ende des 18. Jahrhunderts | 34254326 | BW             |
| Kampstraße 14 52° 25′ 11″ N, 10° 43′ 11″ O              | Wohnhaus                         | Zweigeschossiger Fachwerkbau auf hohem Sandsteinsockel, erbaut Anfang des 19. Jahrhunderts                                                                                            | 34254351 | BW             |
| Kampstraße 15 52° 25′ 11″ N, 10° 43′ 10″ O              | Wohnhaus                         | Zweigeschossiger Fachwerkbau, ehemals mittiger Eingang verlegt, erbaut Anfang des 19. Jahrhunderts                                                                                    | 34254376 | BW             |
| Kampstraße 16 52° 25′ 11″ N, 10° 43′ 10″ O              | Wohn-/Wirtschaftsgebäude         | Querdielenhaus, zweigeschossiger Fachwerkbau, erbaut Anfang 19. Jahrhundert | 34254401 | BW             |
| Kampstraße 17 52° 25′ 11″ N, 10° 43′ 8″ O               | Wohnhaus                         | Zweigeschossiger Fachwerkbau, erbaut Mitte 19. Jahrhundert | 34254426 | BW             |
| Marktstraße 1 52° 25′ 7″ N, 10° 42′ 58″ O               | ehem. Superintendentur, Wohnhaus | | 34254475 | BW             |
| Marktstraße 7 52° 25′ 7″ N, 10° 43′ 5″ O                | Wohnhaus                         | Zweigeschossiger Fachwerkbau, erbaut Anfang 19. Jahrhundert, umgebaut, Gerüst erhalten.                                                                                               | 34254501 | BW             |
| Marktstraße 8 52° 25′ 7″ N, 10° 43′ 6″ O                | Wohnhaus                         | Zweigeschossiger Fachwerkbau, Erdgeschoss massiv erneuert, erbaut um 1800. | 34254527 | BW             |
| Marktstraße 9 52° 25′ 7″ N, 10° 43′ 6″ O                | Wohnhaus                         | Zweigeschossiger Fachwerkbau, erbaut um 1800. | 34254553 | BW             |
| Marktstraße 10 52° 25′ 7″ N, 10° 43′ 7″ O               | Wohnhaus                         | Zweigeschossiger Fachwerkbau, erbaut um 1800. | 34254581 | BW             |
| Marktstraße 11 52° 25′ 7″ N, 10° 43′ 8″ O               | Wohnhaus                         | Zweigeschossiger Fachwerkbau, erbaut 1. Hälfte 16. Jahrhundert, mit rückwärtigem Anbau des 18. Jahrhunderts                                                                           | 34254609 | BW             |
| Marktstraße 12 52° 25′ 7″ N, 10° 43′ 8″ O               | Wohnhaus                         | Zweigeschossiger Fachwerkbau, erbaut um 1800. | 34254639 | BW             |
| Marktstraße 13 52° 25′ 6″ N, 10° 43′ 9″ O               | Wohnhaus                         | Zweigeschossiger Fachwerkbau, erbaut um 1830. | 34254667 | BW             |
| Marktstraße 14 52° 25′ 6″ N, 10° 43′ 10″ O              | Wohnhaus                         | anderthalbgeschossiger Fachwerkbau, erbaut um 1900. | 34254695 | BW             |
| Marktstraße 15 52° 25′ 6″ N, 10° 43′ 8″ O               | Wohn-/Wirtschaftsgebäude         | | 34254721 | BW             |
| Marktstraße 16 52° 25′ 6″ N, 10° 43′ 8″ O               | Wohnhaus                         | Kleiner zweigeschossiger Fachwerkbau, erbaut um 1800. | 34254751 | BW             |
| Marktstraße 17 52° 25′ 6″ N, 10° 43′ 7″ O               | Wohnhaus                         | Zweigeschossiger Fachwerkbau, erbaut um 1800. | 34254778 | BW             |
| Marktstraße 18 52° 25′ 6″ N, 10° 43′ 7″ O               | Wohnhaus                         | Zweigeschossiger Fachwerkbau | 34254805 | BW             |
| Marktstraße 19 52° 25′ 6″ N, 10° 43′ 6″ O               | Wohnhaus                         | Zweigeschossiger Fachwerkbau, erbaut Anfang 19. Jahrhundert | 34254830 | BW             |
| Marktstraße 26 52° 25′ 7″ N, 10° 43′ 1″ O               | Wohnhaus                         | Zweigeschossiger Fachwerkbau, erbaut Ende 18. Jahrhundert, mit rückwärtigem Wirtschaftsgebäude.                                                                                       | 34254857 | BW             |
| Rosenwinkel 2 52° 25′ 4″ N, 10° 43′ 9″ O                | Wohnhaus                         | Zweigeschossiger Fachwerkbau, erbaut vermutlich 2. Hälfte 17. Jahrhundert | 34254908 | BW             |
| Sandkämper Straße 9 52° 25′ 11″ N, 10° 43′ 16″ O        | Wohn-/Wirtschaftsgebäude         | Querdielenhaus, erbaut um 1800. | 34254933 | BW             |
| Sandkämper Straße 9 52° 25′ 11″ N, 10° 43′ 16″ O        | Scheune                          | Hinterhofbebauung als Teil einer Hofanlage. Fachwerkbau mit Ziegelausfachung. | 34254980 | BW             |
| Sandkämper Straße 13 52° 25′ 9″ N, 10° 43′ 14″ O        | Wohnhaus                         | Zweigeschossiger Ziegelbau, erbaut um 1870. | 34255004 | BW             |
| Sandkämper Straße 13 52° 25′ 10″ N, 10° 43′ 15″ O       | Scheune                          | Fachwerkbau mit Ziegelausfachung. | 34255029 | BW             |
| Sandkämper Straße 18 52° 25′ 6″ N, 10° 43′ 11″ O        | Wohnhaus                         | Teil einer Hofanlage, zweigeschossiger Fachwerkbau, erbaut Mitte 18. Jahrhundert | 34255052 | BW             |
| Sandkämper Straße 19 52° 25′ 6″ N, 10° 43′ 11″ O        | Wohnhaus                         | Zweigeschossiger Fachwerkbau, erbaut 1. Hälfte 19. Jahrhundert | 34255077 | BW             |
| Sandkämper Straße 28 52° 25′ 10″ N, 10° 43′ 13″ O       | Wohnhaus                         | Giebelständiger, zweigeschossiger Fachwerkbau, erbaut 1. Hälfte 18. Jahrhundert, Anbau um Mitte 19. Jahrhundert, verändert 1992–94.                                                   | 34255105 | BW             |
| Schloßpark 52° 24′ 59″ N, 10° 43′ 6″ O                  | Waterloo-Denkmal                 | | 34255210 | BW             |
| Schloßplatz 52° 25′ 3″ N, 10° 43′ 2″ O                  | Michaelis-Kirche                 | | 34255240 | Weitere Bilder |
| Schloßplatz 1 52° 25′ 5″ N, 10° 43′ 2″ O                | Schule                           | Eulenschule, 1900 als Volksschule erbaut. | 34255292 | Weitere Bilder |
| Schloßplatz 2 52° 25′ 4″ N, 10° 43′ 5″ O                | Pfarrhaus                        | Zweigeschossiger Fachwerkbau, erbaut ca. 1805, mit Einfriedungsmauer (im Bild rechts). Teilunterkellerung im Nordteil.                                                                | 34255320 |                |
| Schloßplatz 2 52° 25′ 5″ N, 10° 43′ 4″ O                | Scheune                          | Teil des Pfarrhofes, Fachwerkbau, erbaut vermutlich 1. Hälfte 19. Jahrhundert, Nutzung als Jugendzentrum (im Bild links).                                                             | 34255348 |                |
| Schloßplatz 3 52° 25′ 4″ N, 10° 42′ 59″ O               | Wohnhaus                         | anderthalbgeschossiger Fachwerkbau, erbaut um 1890, vermutlich als Küsterhaus ehemals zur Kirchengemeinde gehörend, während der Renovierung des Schlosses als Museum genutzt.         | 34255374 | BW             |
| Schloßplatz 5 52° 25′ 2″ N, 10° 42′ 59″ O               | Schloss                          | Schloss Fallersleben als langgestreckter, zweigeschossiger Fachwerkbau, erbaut 1551, Kellergeschoss wohl älter.                                                                       | 34255401 | Weitere Bilder |
| Schloßplatz 6 52° 25′ 2″ N, 10° 43′ 0″ O                | Wohnhaus                         | Nebengebäude des Schlosses, zweigeschossiger Bau, erbaut Anfang 19. Jahrhundert | 34255457 |                |
| Westerstraße 1 52° 25′ 6″ N, 10° 42′ 57″ O              | Wohnhaus                         | Giebelständiger zweigeschossiger Fachwerkbau, erbaut 1. Hälfte 16. Jahrhundert | 34255511 | BW             |
| Westerstraße 16 a 52° 25′ 3″ N, 10° 42′ 45″ O           | Wohnhaus                         | Zweigeschossiger Fachwerkbau, erbaut Mitte 18. Jahrhundert | 34255596 | BW             |
| Westerstraße 18 52° 25′ 4″ N, 10° 42′ 45″ O             | Wohnhaus                         | Zweigeschossiger Fachwerkbau, original erhalten, erbaut um 1800. | 34255652 | BW             |
| Westerstraße 23 52° 25′ 5″ N, 10° 42′ 45″ O             | Wohnhaus                         | Zweigeschossiger Fachwerkbau, erbaut Ende 18. Jahrhundert | 34255680 | BW             |
| Westerstraße 23 52° 25′ 5″ N, 10° 42′ 43″ O             | Park                             | Ehemaliger Friedhof mit altem Baumbestand. | 34255706 | BW             |
| Westerstraße 25 52° 25′ 6″ N, 10° 42′ 47″ O             | Wohnhaus                         | Zweigeschossiger. giebelständiger Fachwerkbau, datiert 1715. Ladeneinbauten im Erdgeschoss.                                                                                           | 34255875 | BW             |
| Westerstraße 26 52° 25′ 6″ N, 10° 42′ 48″ O             | Wohnhaus                         | Zweigeschossiger Fachwerkbau, erbaut um 1760. Erdgeschoss straßenseitig massiv ersetzt.                                                                                               | 34255900 | BW             |
| Westerstraße 27 52° 25′ 6″ N, 10° 42′ 49″ O             | Wohnhaus                         | | 34255729 | BW             |
| Westerstraße 32 52° 25′ 6″ N, 10° 42′ 52″ O             | Wohnhaus                         | Zweigeschossiger Fachwerkbau, Erdgeschoss verändert durch Ladeneinbau, sonst original erhalten, erbaut um 1800.                                                                       | 34255754 | BW             |
| Westerstraße 33 52° 25′ 6″ N, 10° 42′ 53″ O             | Wohn-/Wirtschaftsgebäude         | Zweigeschossiger Fachwerkbau, erbaut Ende 18. Jahrhundert | 34255778 | BW             |
| Westerstraße 34 52° 25′ 6″ N, 10° 42′ 53″ O             | Wohnhaus                         | Zweigeschossiger Fachwerkbau, erbaut Anfang 19. Jahrhundert | 34255802 | BW             |
| Wolfsburger Landstraße 10 52° 25′ 19″ N, 10° 43′ 38″ O  | Windmühle (Baukomplex)           | Erdholländer, achteckiger Ziegelbau, Kappe und Flügel entfernt, Einrichtung vollständig vorhanden, erbaut um 1895.                                                                    | 34255851 | BW             |

## Sülfeld

### Gruppe baulicher Anlagen
| Lage                         | Bezeichnung | Beschreibung                                                                            | ID       | Bild |
| ---------------------------- | ----------- | --------------------------------------------------------------------------------------- | -------- | ---- |
| 52° 24′ 43″ N, 10° 41′ 19″ O | Baugruppe   | Fachwerkbaugruppe des Pfarrhofes mit Wohn- und Wirtschaftsgebäuden des 18. Jahrhunderts | 34200311 | BW   |

### Einzeldenkmale
| Lage                                                 | Bezeichnung              | Beschreibung | ID       | Bild           |
| ---------------------------------------------------- | ------------------------ | --- | -------- | -------------- |
| Dorfstraße 52° 24′ 44″ N, 10° 41′ 15″ O              | St.-Markus-Kirche        | Saalbau, Bruchsteinmauerwerk mit Eckquaderung, Bau im Kern romanisch, Verlängerung des Saales 1. Hälfte 16. Jahrhundert, Anbauten Nordseite 1619/1919. | 34260850 | Weitere Bilder |
| Dorfstraße 6 52° 24′ 45″ N, 10° 41′ 17″ O            | Wohn-/Wirtschaftsgebäude | Pfarrhaus, Vierständer-Hallenhaus mit zweigeschossigem Wohnteil, erbaut Ende 18. Jahrhundert                                                           | 34260920 | BW             |
| Dorfstraße 6 52° 24′ 45″ N, 10° 41′ 16″ O            | Scheune                  | Fachwerkbau mit ehemals doppelter Längsdurchfahrt, erbaut Ende 18. Jahrhundert                                                                         | 34260945 | BW             |
| Dorfstraße 13 52° 24′ 45″ N, 10° 41′ 13″ O           | Wohn-/Wirtschaftsgebäude | Fachwerkbau, ehemals Querdielenhaus mit zweigeschossigem Wohnteil, Wirtschaftsteil zu Wohnzwecken umgebaut, erbaut um Mitte 19. Jahrhundert            | 34260992 | BW             |
| Dorfstraße 27 52° 24′ 52″ N, 10° 41′ 7″ O            | Wohnhaus                 | Haupthaus der ehemaligen Brennereianlage, zweigeschossiger Fachwerkbau mit verputzten Gefachen, erbaut Anfang 19. Jahrhundert                          | 34261017 | BW             |
| Gartenweg 1 52° 24′ 55″ N, 10° 41′ 6″ O              | Wohnhaus                 | Vermutlich Teil der ehemaligen Brennerei, eingeschossiger Fachwerkbau mit Ziegelausfachung, erbaut um 1870.                                            | 34261067 | BW             |
| Schleusensiedlung 1 / 2 52° 25′ 12″ N, 10° 39′ 44″ O | Schleusenwärterhaus      | Zweigeschossiges massives Doppelhaus der Schleuse Sülfeld                                                                                              | 34261206 |                |
| Schleusensiedlung 3 / 4 52° 25′ 10″ N, 10° 39′ 44″ O | Schleusenwärterhaus      | Doppelhaus im Heimatschutzstil, zwei Wohntrakte sind durch einen niedrigeren Wirtschaftstrakt verbunden.                                               | 34261236 | BW             |
| Schleusensiedlung 5 / 6 52° 25′ 9″ N, 10° 39′ 45″ O  | Schleusenwärterhaus      | Doppelhaus im Heimatschutzstil, zwei Wohntrakte sind durch einen niedrigeren Wirtschaftstrakt verbunden.                                               | 34261260 |                |
| Schleusensiedlung 7 / 8 52° 25′ 8″ N, 10° 39′ 45″ O  | Schleusenwärterhaus      | Doppelhaus im Heimatschutzstil, zwei Wohntrakte sind durch einen niedrigeren Wirtschaftstrakt verbunden.                                               | 34261285 |                |
| Schleusensiedlung 9 / 10 52° 25′ 6″ N, 10° 39′ 44″ O | Schleusenwärterhaus      | Doppelhaus im Heimatschutzstil mit hofseitigem Wirtschaftstrakt.                                                                                       | 34261309 | BW             |
| Schleusensiedlung 11/12 52° 25′ 6″ N, 10° 39′ 41″ O  | Schleusenwärterhaus      | Doppelhaus im Heimatschutzstil mit hofseitigem Wirtschaftstrakt                                                                                        | 34261333 | BW             |